# Cathartesaura anaerobica
La catartesaura (Cathartesaura anaerobica) è un dinosauro erbivoro appartenente ai sauropodi. Visse all'inizio del Cretaceo superiore (Cenomaniano, circa 100 milioni di anni fa) e i suoi resti fossili sono stati ritrovati in Sudamerica (Argentina).

## Descrizione
Conosciuto per uno scheletro parziale comprendente alcune vertebre, una scapola, un ilio e un femore, questo dinosauro doveva di poco superare i 10 metri di lunghezza (una misura relativamente modesta per un sauropode). Il collo di Cathartesaura era molto lungo, leggero e dotato di forti muscoli, ma con una limitata possibilità di movimento dorso-ventrale. Ciò si deduce dalla struttura delle vertebre cervicali, con caratteristiche lamine ossee e camere pneumatiche ad alleggerirne la struttura.

## Classificazione
La catartesaura è stata descritta per la prima volta nel 2005, dopo che sette anni prima ne era stato scoperto lo scheletro fossile nella formazione Huincul. Questo dinosauro è considerato un tipico rappresentante dei rebbachisauridi, una famiglia di dinosauri sauropodi tipici dei continenti meridionali e dotati di vertebre cervicali caratteristiche. I rebbachisauridi, benché piuttosto comuni in Sudamerica nel Cretaceo, si estinsero all'inizio del Cretaceo superiore a causa di un evento ancora ignoto, e la loro nicchia ecologica venne occupata da un altro gruppo di sauropodi di medie dimensioni, i saltasauridi. 

## Significato del nome
Il nome generico Cathartesaura deriva dal nome Cathartes (un avvoltoio del Nuovo Mondo) e si riferisce alla località dove sono stati ritrovati i fossili, "La Buitrera" (buitre è la parola spagnola che significa appunto avvoltoio). Il nome è anche una sorta di omaggio alla specie di avvoltoio nota come Cathartes aura, abbondante nella zona della Buitrera. L'epiteto specifico, anaerobica, si riferisce alla compagnia argentina Anaerobicos S. A. che ha dato un notevole aiuto durante le operazioni di estrazione e preparazione dei fossili.